# Wild Wing Restaurants
A Wild Wing Restaurants é uma rede de restaurantes e franquias situada no Canadá, a rede é especializada em asas de frango, fast food e outros produtos relacionados.

## História
A Wild Wing Restaurants Inc., originalmente conhecida como Wild Wing, foi fundada em Sunderland, Ontário, em 17 de março de 1999, por Rick Smiciklas. A Wild Wing tem como produto principal asas de frango fritas.
Em 2008, havia-se aberto 32 franquias em Ontário, e em março de 2016, já havia mais de 85 em todo o Canadá, principalmente em Ontário. A empresa espera expandir para 130 franquias até 2020. 

## Operações
A sede da Wild Wing está localizadana cidade de King City, Ontário, junto com um escritório corporativo e um restaurante, que teve seu pré-lançamento (Soft launch) no início de março de 2016. A Wild Wing já manteve uma sede temporária em Aurora .  Hoje além dela manter mais 85 restaurantes, principalmente em Ontário. ela também já vendeu mais de 24 milhões de asas de frango.